# WrestleDream (2023)
WrestleDream (2023) est un Pay-per-view de catch (lutte professionnelle) produit par la promotion américaine All Elite Wrestling. L'événement a eu lieu le 1er octobre 2023 au Climate Pledge Arena à Seattle (Washington). Il s'agit de la première édition de WrestleDream.
Ce PPV est organisé en la mémoire de l'ancien catcheur japonais Antonio Inoki, décédé le même jour de l'année dernière.

## Production
Le 1er octobre 2022, Antonio Inoki, un ancien catcheur japonais, est décédé des suites d'une amylose cardiaque à l'âge de 79 ans. 
Le 28 août 2023, le président de la All Elite Wrestling, Tony Khan, annonce l'organisation d'un Pay-per-view pour honorer sa mémoire et célébrer le premier anniversaire de sa mort: WrestleDream, dont la première édition aura lieu le 1er octobre à la Climate Pledge Arena à Seattle (Washington).

## Contexte
Les spectacles de la All Elite Wrestling (AEW) sont constitués de matchs aux résultats prédéterminés par les scénaristes de la AEW. Ces rencontres sont justifiées par des storylines – une rivalité entre catcheurs, la plupart du temps – ou par des qualifications survenues dans les shows de la AEW. Tous les catcheurs possèdent un gimmick, c'est-à-dire qu'ils incarnent un personnage gentil (Face) ou méchant (Heel), qui évolue au fil des rencontres. Un événement comme WrestleDream est donc un événement tournant pour les différentes storylines en cours.

## Tableau des matchs
| Ordre par numéros | Résultat | Stipulation(s)                                                                                       | Temps |
| --- | --- | --- | ----- |
| 1P | Satoshi Kojima, Keith Lee, Athena et Billie Starkz battent Shane Taylor, Lee Moriarty, Diamante et Mercedes Martinez,                                        | 8-Person Mixed Tag Team match,                                                                       | 5:45  |
| 2P | Claudio Castagnoli (avec Jon Moxley) bat Josh Barnett, | Match simple,                                                                                        | 8:15  |
| 3P | Luchasaurus bat Nick Wayne, | Match simple,                                                                                        | 4:55  |
| 4P | The Acclaimed (Anthony Bowens, Max Caster et Billy Gunn) (c) bat TMDK (Shane Haste, Mikey Nicholls et Bad Dude Tito),                                        | Trios match pour les AEW World Trios Championship,                                                   | 9:20  |
| 5 | MJF (c) bat The Righteous (Vincent et Dutch), | 1-on-2 Handicap match pour les ROH World Tag Team Championship,                                      | 9:40  |
| 6 | Eddie Kingston (c) bat Katsuyori Shibata, | Match simple pour les ROH World Championship et NJPW Strong Openweight Championship,                 | 11:00 |
| 7 | Kris Statlander (c) bat Julia Hart (avec Brody King), | Match simple pour le AEW TBS Championship,                                                           | 9:00  |
| 8 | The Young Bucks (Matt et Nick Jackson) battent The Gunns (Austin et Colten), The Lucha Brothers (Penta El Zero M et Rey Fénix), Orange Cassidy et HOOK,      | 4-Way Tag Team match, L'équipe gagnante deviendra aspirante no 1 aux AEW World Tag Team Championship | 12:40 |
| 9 | Swerve Strickland (avec Prince Nana) bat "Hangman" Adam Page,                                                                                                | Match simple,                                                                                        | 20:15 |
| 10 | Ricky Starks bat Wheeler Yuta, | Match simple,                                                                                        | 9:55  |
| 11 | Bryan Danielson bat Zack Sabre Jr., | Match simple,                                                                                        | 22:45 |
| 12 | The Don Callis Family (Kōnosuke Takeshita, Sammy Guevara et Will Ospreay) (avec Don Callis) bat Chris Jericho et Golden☆Lovers (Kenny Omega et Kōta Ibushi), | Trios match,                                                                                         | 22:35 |
| 13 | FTR (Cash Wheeler et Dax Harwood) (c) bat Aussie Open (Kyle Fletcher et Mark Davis),                                                                         | Tag Team match pour les AEW World Tag Team Championship,                                             | 20:25 |
| 14 | Christian Cage (c) bat Darby Allin (2-1), | Two Out of Three Falls match pour le AEW TNT Championship,                                           | 25:25 |
| La lettre C placée entre parenthèses désigne la personne ou l’équipe championne en titre. P – indique que le match a eu lieu lors du pré-show | | |       |